# Altopiano della Mongolia Interna
L'altopiano della Mongolia Interna (內蒙古高原, Nei Menggu gaoyuan) è un altopiano che si estende attraverso gran parte della Cina settentrionale. Assieme al suo proseguimento occidentale e settentrionale (l'altopiano della Mongolia), costituisce il secondo altopiano più esteso della Cina dopo quello del Tibet-Qinghai. Si estende dalla catena montuosa del Grande Khingan, ad est, ai monti Mazu (馬鬃山, Mazu Shan), ad ovest, e dal Sukexielu Shan (苏克斜鲁山), lungo la Grande Muraglia, a sud, fino al confine con la Mongolia, a nord.
L'altopiano della Mongolia Interna ricopre l'intera superficie della regione omonima e parte di Gansu, Ningxia ed Hebei. Si estende per oltre 2000 km da ovest ad est e per circa 500 km da nord a sud. La sua altitudine è compresa tra i 1000 e i 1400 m. Le sue regioni orientali sono più piovose di quelle occidentali.
La parte meridionale dell'altopiano è formata dall'altopiano di Ordos (鄂爾多斯高原) e dalla stretta e fertile pianura di Hetao (河套平原, Hetao pingyuan). Nella parte orientale e settentrionale si trovano l'altopiano di Hulun-Buir (呼倫貝爾高原), il bacino di Ujumqin (乌珠穆沁盆地, Wuzhumuqin pendi), l'altopiano di Xilin-Gol (錫林郭勒高原) e l'altopiano di Ulanqab (烏蘭察布高原), mentre in quella occidentale sono situati l'altopiano di Bayan-Nur (巴彥淖爾高原) e l'altopiano di Alxa (阿拉善高原). Nella sua parte centrale si estendono da est ad ovest i monti Yin Shan (阴山, Yin Shan).